# Stewart Duke-Elder
Sir Stewart Duke-Elder, britanski general, * 1898, † 1978.